# Kenneth Paal
Kenneth Paal (* 24. Juni 1997 in Arnheim) ist ein surinamisch-niederländischer Fußballspieler, der seit 2022 beim englischen Verein Queens Park Rangers unter Vertrag steht.
Er begann mit dem Fußballspielen bei einem Amateurklub in seiner Geburtsstadt und wurde in der Folgezeit fußballerisch bei NEC Nijmegen sowie bei der PSV Eindhoven ausgebildet. Seit 2018 spielte Paal bei PEC Zwolle, zunächst auf Leihbasis und danach nach einer Festverpflichtung. Des Weiteren ist er surinamischer Nationalspieler.

## Karriere

### Verein
Kenneth Paal begann mit dem Fußballspielen bei ESA Rijkerswoerd in seiner Geburtsstadt Arnheim, der Hauptstadt der Provinz Gelderland und gelegen in der Nähe der deutschen Grenze. Dort spielte er bis 2006 und wechselte dann in die Jugend von NEC Nijmegen aus Nijmegen, 24 Kilometer nördlich von Arnhem und die größte Stadt der Provinz Gelderland. Paal spielte vier Jahre in den Jugendmannschaften des Vereins und trat dann der Fußballschule der PSV Eindhoven, zusammen mit Ajax Amsterdam sowie Feyenoord Rotterdam einer der größten niederländischen Vereine, bei. Am 12. August 2017 gab er im Alter von 20 Jahren sein Debüt in der Eredivisie, als er beim 3:2-Sieg am ersten Spieltag der Saison 2017/18 gegen AZ Alkmaar zum Einsatz kam. Zur Saison 2018/19 wechselte Kenneth Paal auf Leihbasis zu PEC Zwolle. Nach anfänglichen Schwierigkeiten eroberte er sich einen Stammplatz als linker Außenverteidiger und bewegte sich mit seinem Verein zwischen unterem Mittelfeld und Abstiegskampf; zum Saisonende stand der 13. Tabellenplatz. Zur Saison 2019/20 wechselte Paal endgültig zu PEC Zwolle, wo er einen Vertrag für drei Saisons unterschrieb. Er behielt seinen Stammplatz in Zwolle, wobei er zwischenzeitlich wegen einer Leistenverletzung sowie wegen einer Blessur fehlte. Die Saison 2019/20 wurde aufgrund der COVID-19-Pandemie vorzeitig abgebrochen. PEC Zwolle war in der Saison 2020/21 nie besser als Platz neun, stand allerdings lediglich am ersten Spieltag auf einem Abstiegsplatz und belegte zum Ende der Spielzeit wie 2019 den 13. Tabellenplatz.
Im Juni 2022 wechselte Kenneth Paal zum englischen Zweitligisten Queens Park Rangers und unterschrieb einen bis 2025 gültigen Vertrag.

### Nationalmannschaft
Kenneth Paal absolvierte mindestens ein Spiel für die niederländische U15-Nationalmannschaft. Noch im Alter von 15 Jahren lief er zum ersten Mal für die U17-Auswahl der Niederländer auf, als er am 23. Oktober 2012 beim 2:1-Sieg im EM-Qualifikationsspiel gegen Lettland eingesetzt wurde. Die Qualifikation für die U17-Europameisterschaft 2013 in der Slowakei wurde verpasst, allerdings konnte sich die Mannschaft für die Europameisterschaft 2014 in Malta qualifizieren und dort gehörte der gebürtige Arnheimer zum Kader. Bei diesem Turnier erreichte die Niederlande das Finale, wo sie nach Elfmeterschießen gegen England verloren und Paal kam in allen Spielen zum Einsatz. Für die niederländische U17 absolvierte er insgesamt elf Einsätze. Danach absolvierte Kenneth Paal mindestens einen Einsatz für die niederländische U18-Nationalmannschaft sowie zehn Spiele für die niederländische U19, mit der er an der U19-Europameisterschaft 2015 in Griechenland sowie an der EM 2016 in Deutschland teilnahm. 2015 schied die Niederlande als Gruppendritter aus, wobei Kenneth Paal in zwei Spielen zum Einsatz kam, und auch 2016 kamen die Niederländer nicht über die Gruppenphase hinaus, wobei sie sich für das Spiel um Platz 5 qualifizierten, wo die Mannschaft nach Elfmeterschießen gegen den Gastgeber aus Deutschland verlor. Während des Turniers kam er in drei Spielen zum Einsatz. Von 2016 bis 2018 spielte Paal für die niederländische U20-Nationalmannschaft und kam dabei in zehn Partien zum Einsatz.
Seit 2022 folgten Einsätze für die Nationalmannschaft von Surinam.